# Walk the Moon
I Walk the Moon (stilizzato WALK THE MOON) sono un gruppo indie rock statunitense attivo dal 2008 e originario di Cincinnati (Ohio).
Hanno riscosso successo in Nord America, Australia ed Europa nel 2014 col singolo Shut Up and Dance.

## Formazione
- Nicholas Petricca - voce, tastiere, synth
- Kevin Ray - basso, voce (ex-membro)
- Sean Waugaman - batteria, voce
- Eli Maiman - chitarra, voce

## Discografia
Album
- 2010 - I Want! I Want!
- 2012 - Walk the Moon
- 2014 - Talking Is Hard
- 2017 - What If Nothing

Singoli
- 2012 - Anna Sun
- 2012 - Tightrope
- 2014 - Shut Up and Dance
- 2015 - Different Colors
- 2016 - Work this body
- 2017 -  One Foot